# 乙酰水杨酸铜
乙酰水杨酸铜又称阿司匹林铜，是铜的乙酰水杨酸螯合物。它可用于治疗類風濕性關節炎。

## 制备
乙酰水杨酸铜可以通过多种方法制备。其中一种方法是将乙酰水杨酸溶解在碳酸钠溶液（或碳酸氢钠）中反应。
2 HC9H7O4 + Na2CO3 → 2 NaC9H7O4 + CO2↑ + H2O
将所得溶液过滤以去除过量的难溶的乙酰水杨酸，将其与可溶性铜盐（如硫酸铜）混合，得到亮蓝色的乙酰水杨酸铜晶体，过滤、洗涤、干燥后得到产物。第一步反应中过量的乙酰水杨酸是必要的，因为它可以防止过量的碳酸钠和下一步的铜盐反应。
4 NaC9H7O4 + 2 CuSO4 → C36H28Cu2O16↓ + 2 Na2SO4
也有文献用氢氧化钠中和乙酰水杨酸，和硫酸铜反应制备乙酰水杨酸铜。或者以铜为阳极，铂为阴极，进行电化学法合成。
直接将酸溶于甲醇，和乙酸铜的水溶液反应，也能得到产物。

## 用途

### 医疗
乙酰水杨酸铜已被证明可以有效治疗类风湿性关节炎。一份药代动力学研究表明，乙酰水杨酸铜与阿司匹林相比，有更好的治疗效果。
动物模型研究表明，乙酰水杨酸铜在治疗血栓性疾病方面非常有前景，并且它具有成为抗血栓药物的前景，以治疗人类血栓性疾病。

### 其它用途
它还可以用作PVC和聚苯乙烯的颜料。